# Ловът (филм, 2012)
Ловът (на датски: Jagten) е датски драматичен филм от 2012 година с участието на Мадс Микелсен. Филмът се състезава за Златна палма на кинофестивала в Кан през 2012 и печели наградата за най-добър актьор (Мадс Микелсен). Освен това е номиниран в категорията за най-добър чуждоезичен филм на наградите Златен глобус и Оскарите през 2013 година.
Филмът разглежда до какви последствия върху живота на един мъж може да доведе едно неправомерно обвинение за сексуално посегателство и педофилия.

## Сюжет
Лукас (Мадс Микелсен) живее в малка датска общност и работи в детска градина. Разведен е и има син тийнейджър. Малко след като започва интимна връзка със своя колежка, се появяват обвинения срещу него за сексуално посегателство към децата. Едно от момичетата в градината – Клара, показва открито ненавистта си към Лукас като намесва и сексуални термини. Това кара останалите възпитатели да го обвинят в посегателство.
След отправените обвинение животът на Лукас се пробръща изцяло в негативна посока, като местните жители започват да го презират и стигматизират. Лукас все пак успява да докаже невинността си пред най-близкия си приятел Тео, чието дете е именно Клара.